# Arabis popovii
Arabis popovii är en korsblommig växtart som beskrevs av Viktor Petrovitj Botjantsev och Aleksei Ivanovich Vvedensky. Arabis popovii ingår i släktet travar, och familjen korsblommiga växter. Inga underarter finns listade i Catalogue of Life.